# Jean-Pierre Monseré

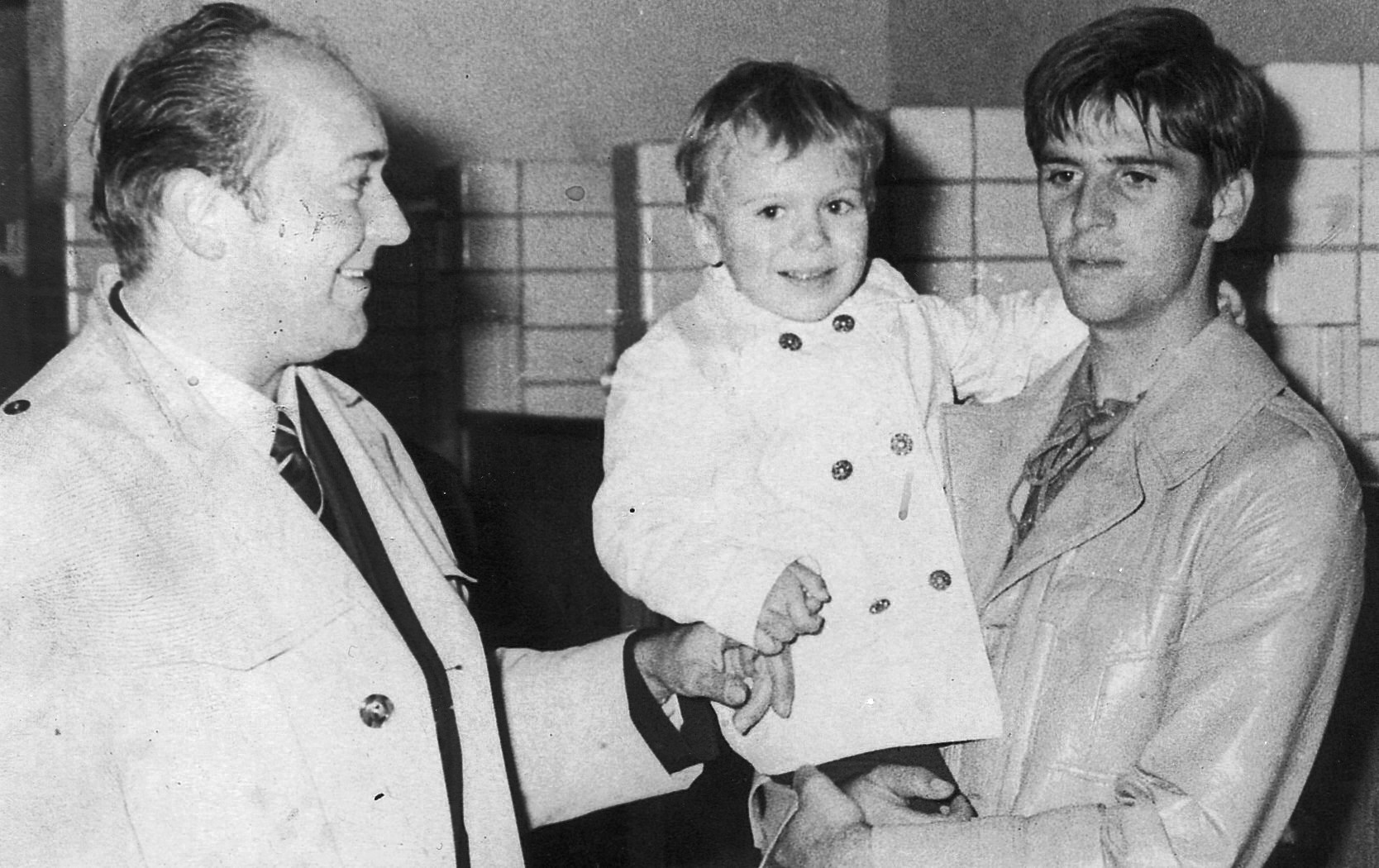
Jean-Pierre Monseré (r.) im Keller der Radrennbahn Het Kuipke in Gent

Jean-Pierre Monseré (* 8. September 1948 in Roeselare, Belgien; † 15. März 1971 in Retie) war ein belgischer Radrennfahrer.

## Sportliche Laufbahn
Monseré begann relativ spät (1965) mit dem Radsport und konnte 1966 bei den Junioren 35 Rennen in der Saison gewinnen. Als Amateur wurde Jean-Pierre „Jempi“ Monseré zweimal – 1967 und 1968 – Belgischer Meister in der Mannschaftsverfolgung. Ebenfalls 1968 wurde er belgischer Militärmeister im Straßenrennen und nahm zudem an den Olympischen Sommerspielen in Mexiko teil, wo er den sechsten Platz im Straßenrennen belegte. Bei den Meisterschaftsrennen der belgischen Amateure wurde er dreimal Vize-Meister. Er konnte in der Saison 1967 19 Siege erringen, 1968 waren es 23 Erfolge und 1969 siegte er in 25 Rennen, darunter im Omloop Het Volk.
1969 wurde er in Brünn Vize-Weltmeister im Straßenrennen der Amateure. Unmittelbar nach der WM wurde Monseré Profi im Radsportteam Flandria und gewann gleich die Lombardei-Rundfahrt, nachdem der zunächst Erstplatzierte Gerben Karstens wegen Dopings disqualifiziert worden war. Im Jahr darauf wurde er mit 21 Jahren der bis dahin zweitjüngste Weltmeister im Straßenrennen der Profis sowie Belgischer Meister im Omnium auf der Bahn. 1971 wurde er ein weiteres Mal Belgischer Meister, im Zweier-Mannschaftsfahren gemeinsam mit Patrick Sercu, und gewann die Andalusien-Rundfahrt. Er bestritt auch vier Sechstagerennen und gewann 1970 das von Gent mit Sercu. Monseré galt als eines der größten Talente seiner Generation und verfügte über ein großes Charisma.
Am 15. März 1971 prallte Monseré während des Großen Preises von Retie gegen ein Auto, das gegen die Rennrichtung auf die Strecke gefahren war, und starb noch am Unfallort.
Monseré hatte eine enge Beziehung zum Chef seiner Mannschaft Flandria, Pol Claeys, für den er wie ein Sohn war, wie Claeys 2007 in einem Interview sagte. Monseré wiederum stand in Rivalität zu seinem Mannschaftskameraden Roger De Vlaeminck („Sie gönnten einander nicht das Licht in den Augen“), was zu starken Spannungen im Team führte und zu einer großen Belastung für Claeys wurde. Claeys machte später die Streitigkeiten zwischen den beiden Fahrern für Monserés Tod mitverantwortlich, weil dieser seinen Fokus auf De Vlaemincks Rennverhalten gehabt und es dadurch an Aufmerksamkeit habe fehlen lassen.
Fünf Jahre später, am 17. Juli 1976, fuhr Monserés Sohn Giovanni im Regenbogentrikot seines Vaters mit Freunden Rad. Auch er wurde von einem Auto erfasst und starb.

## Ehrungen
Seit 1970 wird in Roeselare das „Criterium JP Monseré“ und seit 2012 der Grote Prijs Jean-Pierre Monsére veranstaltet. Das Nationaal Wielermuseum in seinem Heimatort Roeselare hat dem berühmten Sohn der Stadt einen eigenen Ausstellungsraum gewidmet.

## Erfolge
1969
- Lombardei-Rundfahrt

1970
- Profi-Weltmeister – Straßenrennen
- Belgischer Meister – Omnium

1971
- Belgischer Meister – Zweier-Mannschaftsfahren, mit Patrick Sercu
- Gesamtwertung Andalusien-Rundfahrt